# Fenomeno (Ernia)
Fenomeno è un singolo del rapper italiano Ernia, pubblicato l'8 novembre 2016.

## Descrizione
Il brano ha visto la partecipazione del rapper Izi, amico d'infanzia di Ernia, e del cantante Moses Sangare, che già aveva collaborato con Izi per brani quali Scusa e Trafitto. La produzione è stata curata da Marz.

## Video musicale
Contestualmente alla sua pubblicazione, è stato reso disponibile su YouTube il videoclip del brano, diretto da Andrea Longhin e Claudio Spanu.

## Tracce
1. Fenomeno (feat. Izi & Moses Sangare) – 4:02